# Дагдаган
Красні (вірм. Քռասնի), Дагдаган (азерб. Dağdağan) — село у Аскеранському районі Нагірно-Карабаської Республіки. Село розташоване на схід від Степанакерта, на трасі Степанакерт — Мартуні, поруч з селами Карміргюх та Гарав.

## Пам'ятки
- У селі розташовані церква та кладовище 19 століття.